# 陈雪梅 (生物学家)
陈雪梅（1966年—），女，黑龙江哈尔滨人，华裔美籍分子生物学家，北京大学生命科学学院院长，加利福尼亞大學河濱分校教授。2011年6月入选美国霍华德·休斯医学研究所和戈登与贝蒂莫尔基金会研究员，并当选美国科学促进会会士。2013年当选美国国家科学院院士。

## 生平
1966年生于哈尔滨。本科就读于北京大学生物系。大四那年，她跟随陈章良老师完成了一篇关于植物分子生物学的本科毕业论文。1988年，她考取了中美联合培养物理类研究生计划，于1989年跨越太平洋，来到康奈尔大学生物化学系攻读博士学位，1995年毕业。
博士毕业后，她在加州理工學院从事博士后研究，师从植物发育学专家埃利奥特·迈耶罗维茨。此后历任美国罗格斯大学助理教授、加利福尼亞大學河濱分校教授。2006年获得美国植物学会查尔斯·阿尔伯特·舒尔奖；2011年6月入选美国霍华德·休斯医学研究所和戈登与贝蒂莫尔基金会研究员，并当选美国科学促进会会士。2013年4月26日当选美国国家科学院院士。
2023年2月，她全职加入北京大学生命科学学院并任讲席教授，同月28日正式就任北京大学生命科学学院院长。

## 研究
陈雪梅长期从事小分子核糖核酸和花器官发育研究，是国际上最先从植物体中分离出小分子核糖核酸的研究团队之一。2005年，首次发现植物小分子核糖核酸在3’末端核糖基上带有2’-O -甲基化修饰，开创性地为动物领域开展类似研究工作起了重要的指导作用。

## 出版物
- Chen, Xuemei. . Current Opinion in Genetics & Development. 2012-08, 22 (4): 361–367. PMC 3419802 . PMID 22578318. doi:10.1016/j.gde.2012.04.004.